# Zodarion remotum
Zodarion remotum är en spindelart som beskrevs av Denis 1935. Zodarion remotum ingår i släktet Zodarion och familjen Zodariidae. Inga underarter finns listade i Catalogue of Life.